# Голлінг-ан-дер-Зальцах
Голлінг-ан-дер-Зальцах —  ярмакове містечко та громада в австрійській землі Зальцбург. Містечко належить округу Галлайн (округ).

## Галерея

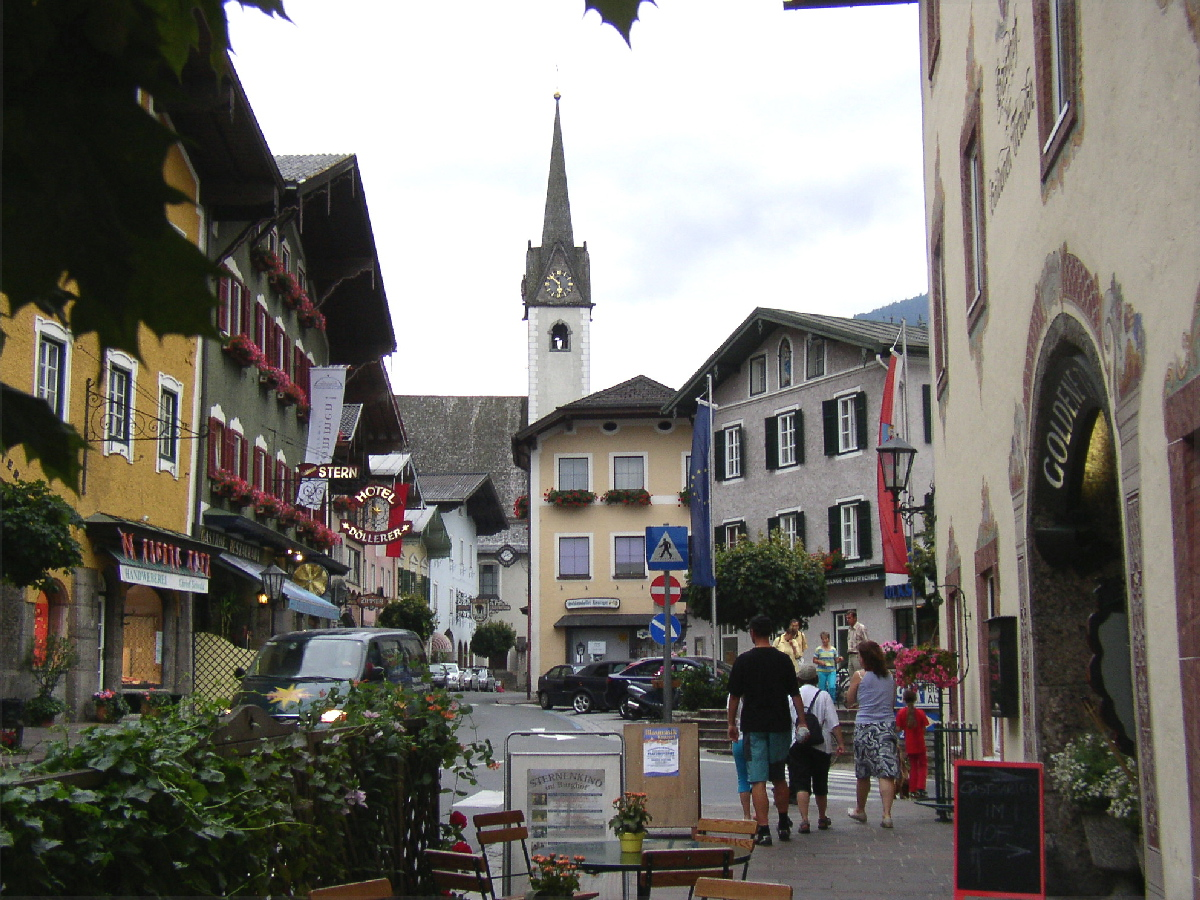
Zentrum von Golling
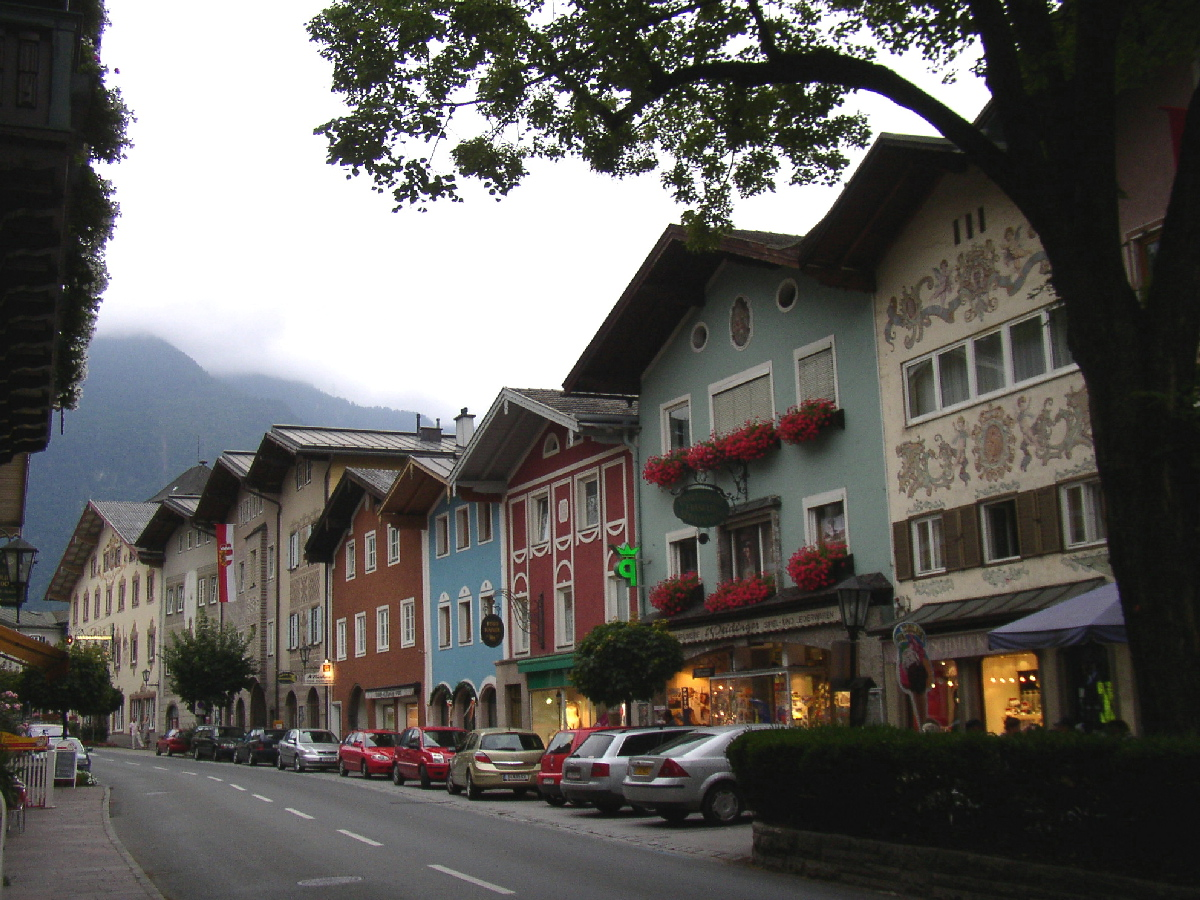
Zentrum von Golling
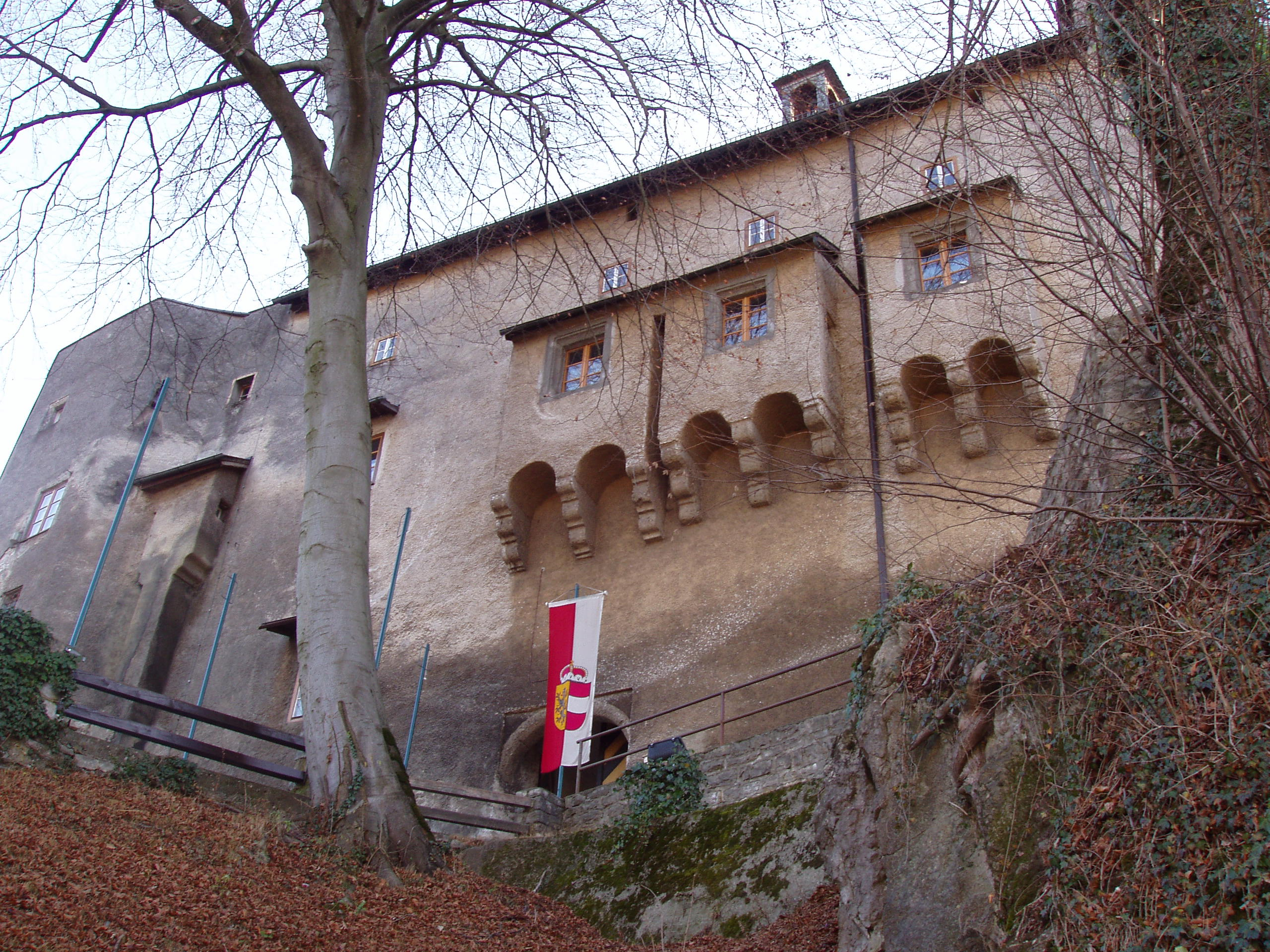
Burg Golling
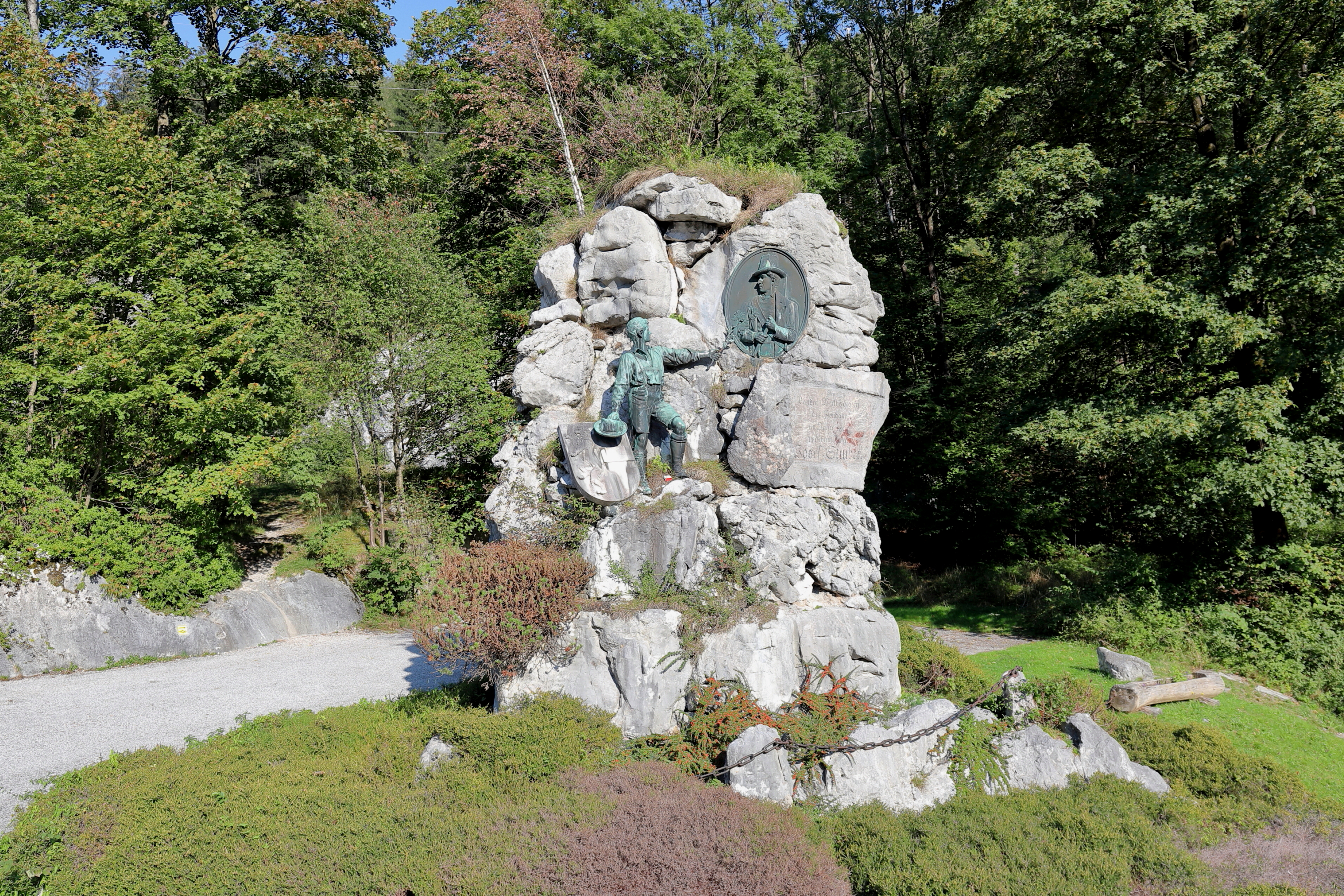
Struber-Denkmal am Pass Lueg